# Lista de catedrais de Portugal
Portugal tem no seu território 26 catedrais, das quais vinte catedrais (uma por cada diocese), duas concatedrais (nas antigas dioceses que foram fundidas com outras - casos das dioceses de Castelo Branco e de Miranda) e nove antigas catedrais (nos territórios das antigas dioceses entretanto extintas, como Elvas ; nas sés que mudaram de localização, caso de Silves ou ainda antigas catedrais substituídas por novas igrejas, nas mesmas cidades, casos das sés novas de Bragança e Coimbra, bem como da de Beja):
| Imagem | Diocese                    | Catedral                           | Orago                                     | Estatuto                   | Localização                                                     |
| ------ | -------------------------- | ---------------------------------- | ----------------------------------------- | -------------------------- | --------------------------------------------------------------- |
|        | Algarve (Faro)             | Sé Catedral de Faro                | Santa Maria (Nossa Senhora da Assunção)   | Catedral                   | Largo da Sé 11, 8000-138 Faro                                   |
|        | Algarve (Faro)             | Sé de Silves                       | Santa Maria (Nossa Senhora da Conceição)  | Antiga Catedral            | Rua do Sagrado Coração de Maria, 8300-146 Silves                |
|        | Angra do Heroísmo (Açores) | Sé Catedral de Angra               | São Salvador                              | Catedral                   | Rua da Sé, Angra do Heroísmo (Sé) 9700-191 ANGRA DO HEROÍSMO    |
|        | Aveiro                     | Sé Catedral de Aveiro              | Nossa Senhora da Glória                   | Catedral                   | Av. 5 de Outubro 22, 3810-164 Aveiro                            |
|        | Beja                       | Sé Catedral de Beja                | Santiago Maior                            | Catedral                   | Largo do Lidador 7, 7800-266 Beja                               |
|        | Braga                      | Sé Primacial de Braga              | Santa Maria                               | Catedral (Basílica Primaz) | R. Dom Paio Mendes, 4700-424 Braga                              |
|        | Bragança-Miranda           | Sé Concatedral de Miranda do Douro | Santa Maria                               | Concatedral                | Largo da Sé, 5210-000 Miranda do Douro                          |
|        | Bragança-Miranda           | Sé Nova de Bragança                | Santa Maria (Nossa Senhora Rainha)        | Catedral                   | Av. Eng. Amaro da Costa 9, 5300-146 Bragança                    |
|        | Bragança-Miranda           | Sé Velha de Bragança               | Santíssimo Nome de Jesus                  | Antiga Catedral            | R. Alexandre Herculano 10, 5300-265 Bragança                    |
|        | Coimbra                    | Sé Nova de Coimbra                 | Santíssimo Nome de Jesus                  | Catedral                   | Largo da Feira dos Estudantes 3600-213 Coimbra                  |
|        | Coimbra                    | Sé Velha de Coimbra                | Santa Maria (Nossa Senhora da Assunção)   | Antiga Catedral            | Largo da Sé Velha, 3000-383 Coimbra                             |
|        | Évora                      | Sé Catedral de Évora               | Santa Maria (Nossa Senhora da Assunção)   | Catedral; Basílica Menor   | Largo do Marquês de Marialva, 7000-809 Évora                    |
|        | Évora                      | Sé de Elvas                        | Santa Maria (Nossa Senhora da Assunção)   | Antiga Catedral            | Praça da República, 7350-126 Elvas                              |
|        | Funchal (Madeira)          | Sé Catedral do Funchal             | Santa Maria (Nossa Senhora da Assunção)   | Catedral                   | Rua do Aljube 9000-067 Funchal                                  |
|        | Guarda                     | Sé Catedral da Guarda              | Santa Maria (Nossa Senhora da Consolação) | Catedral                   | Praça Luís de Camões 6300 Guarda                                |
|        | Lamego                     | Sé Catedral de Lamego              | Santa Maria                               | Catedral                   | Largo da Sé, 5100-098 Lamego                                    |
|        | Leiria-Fátima              | Sé Catedral de Leiria              | São Salvador                              | Catedral                   | R. Conde Ferreira nº 3, 2400-175 Leiria                         |
|        | Lisboa                     | Sé Patriarcal de Lisboa            | Santa Maria Maior                         | Catedral                   | Largo da Sé, 1100-585 Lisboa                                    |
|        | Portalegre-Castelo Branco  | Sé Catedral de Portalegre          | Santa Maria (Nossa Senhora da Assunção)   | Catedral                   | Rua S Miguel, 5 6000-181 Castelo Branco                         |
|        | Portalegre-Castelo Branco  | Sé Concatedral de Castelo Branco   | São Miguel Arcanjo                        | Concatedral                | Largo da Sé, 6000-102 Castelo Branco                            |
|        | Porto                      | Sé Catedral do Porto               | Santa Maria (Nossa Senhora da Assunção)   | Catedral                   | Terreiro da Sé, 4050-573 Porto                                  |
|        | Santarém                   | Sé Catedral de Santarém            | Santa Maria (Nossa Senhora da Conceição)  | Catedral                   | R. Capelo e Ivens 28, 2005-257 Santarém                         |
|        | Setúbal                    | Sé Catedral de Setúbal             | Santa Maria da Graça                      | Catedral                   | R. Serpa Pinto 11 2900-641 SETÚBAL                              |
|        | Viana do Castelo           | Sé Catedral de Viana do Castelo    | Santa Maria Maior                         | Catedral                   | Largo Instituto Histórico do Minho 9, 4900-528 Viana do Castelo |
|        | Vila Real                  | Sé Catedral de Vila Real           | São Domingos                              | Catedral                   | Avenida Carvalho de Araújo, 5600-657 Vila Real                  |
|        | Viseu                      | Sé Catedral de Viseu               | Santa Maria (Nossa Senhora da Assunção)   | Catedral                   | Adro Sé, 3500-195 Viseu                                         |